# Herbert Tischner
Herbert Tischner (* 13. Mai 1906 in Halberstadt; † 21. Juni 1984 in Hamburg) war ein deutscher Ethnologe.

## Leben
Er beendete die Schule in Goslar im Jahr 1927. Er studierte Anthropologie, Vorgeschichte und Geographie in Frankfurt am Main und in Hamburg. 1933 promovierte er über Haustypen in Ozeanien. Georg Thilenius, Paul Hambruch und Otto Dempwolff waren für ihn wichtige Einflüsse. Er nahm 1933 eine freiwillige Stelle am Museum für Völkerkunde Hamburg an. Seit 1936 war er als Assistent am Abteilung für Ozeanien tätig. Zwischen 1941 und 1945 nahm er am Zweiten Weltkrieg teil. Nach seiner Rückkehr nach Hamburg arbeitete er weiter im Museum für Völkerkunde Hamburg. 1968 wurde Tischner Leiter der Abteilung für Ozeanien sowie stellvertretender Direktor des Museums. Er ging 1971 in den Ruhestand.

## Schriften (Auswahl)
- Eine ethnographische Sammlung aus dem östlichen Zentral-Neuguinea (Hagen-Gebirge, Wagi-Tal, Ramu). Hamburg 1939, OCLC 988157186.
- Kulturen der Südsee. Einführung in die Völkerkunde Ozeaniens. Hamburg 1958, OCLC 602803524.
- als Hrsg.: Völkerkunde. Frankfurt am Main 1960.
- als Hrsg.: Theodor Kleinschmidt’s ethnographische Notizen aus den Jahren 1877/78 über die Bergbewohner von Viti Levu. In: Baessler-Archiv, Neue Folge, Band 13, 1965, S. 359–401.
- Südseemasken. In der geistigen Kultur der Melanesier. Hamburg 1976, OCLC 898924092.
- Dokumente verschollener Südsee-Kulturen. Nürnberg 1981, OCLC 9519930.